# Bewcastle
Bewcastle – wieś w Anglii, w Kumbrii, w dystrykcie (unitary authority) Cumberland. Leży 26 km na północny wschód od miasta Carlisle i 430 km na północny zachód od Londynu. W 2001 miejscowość liczyła 411 mieszkańców.